# Avenida 18 de Julio
La Avenida 18 de Julio es la principal calle de la ciudad de Montevideo, y en ella se encuentran algunos de los más importantes o históricos edificios de la ciudad. En su recorrido se encuentran también numerosas galerías y «expos», supermercados, restaurantes, plazas, bancos y tiendas de diversos tipos. La avenida recorre unos 3 kilómetros aproximadamente, desde su inicio en la Plaza Independencia, en el límite con la Ciudad Vieja, hasta su final en el Bulevar Artigas, en el barrio de Tres Cruces, donde se encuentra erigido el Obelisco a los Constituyentes, y donde nace también una de las entradas al Parque Batlle (antiguamente Parque de los Aliados). Su denominación proviene de la fecha en que se realizó la Jura de la Constitución, el 18 de julio de 1830. 
Recientemente se descubrió que la parte de su trazado comprendida entre el Obelisco a los constituyentes y el Monumento al Gaucho coinciden en su trazado con la salida del sol cada 18 de julio, fecha conmemorativa para los uruguayos. 

## Historia

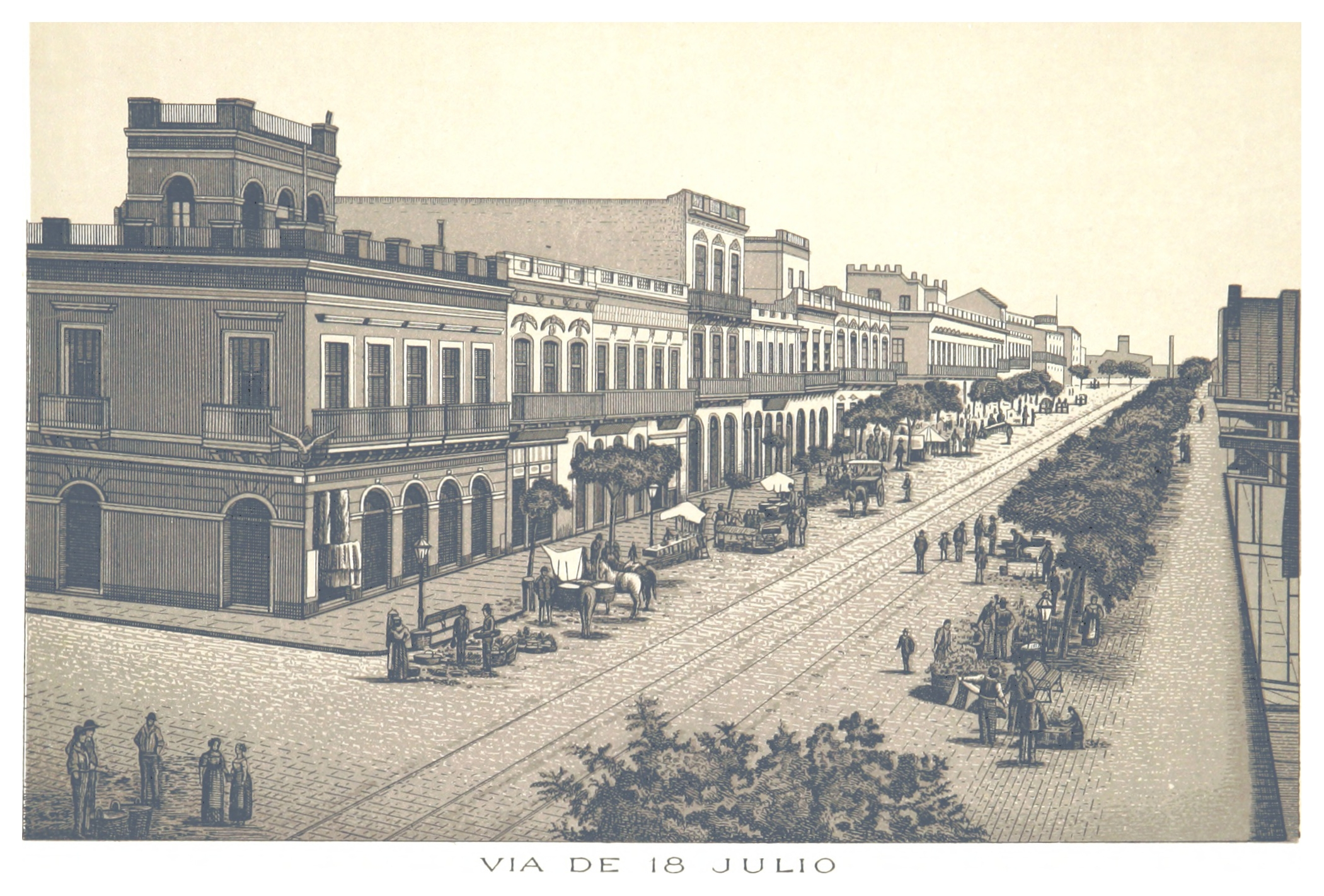
Dibujo de la Avenida 18 de julio de 1885.

«Fue concebida como eje de la Ciudad Nueva, primera expansión del casco colonial, que por su simbolismo y por la gestión del suelo representó la ideología liberal y progresista del Estado independiente. La avenida se diseñó en línea recta, recorriendo el lomo de la cuchilla desde el eje de la Ciudadela hasta encontrar el Camino de Maldonado en el Cordón, donde se produce la inflexión para continuar por dicho camino. Posteriormente, se prolongó hasta el Bulevar Artigas, límite de la Ciudad Novísima, señalizando su remate con el obelisco. Su concepción jerárquica la distingue en el damero por el mayor ancho. Ideada como espacio estructurador, vertebra un sistema de espacios públicos, actualmente integrado por las plazas de la Independencia, Fabini, Cagancha, Explanada Municipal, Plazuela Lorenzo Justiniano Pérez, de los Treinta y Tres, Explanada de la Universidad, plazoleta lateral al Banco Hipotecario, rematando en el Parque Batlle
El primer tramo «de Plaza de la Independencia a la Explanada Municipal, es el de mayor valor patrimonial edilicio y urbano.
En él se implantaron lujosas residencias, salas de espectáculos, grandes tiendas, organismos públicos, comercios, oficinas, y viviendas.
Allí se manifestaron con preferencia las arquitecturas vanguardistas, al amparo del 'impuesto a la edificación inapropiada' de 1926, que impulsó la modernización postulando a la avenida como 'imagen de la ciudad deseada'. A  pesar de la actual confluencia de lenguajes y tipologías, se aprecia un carácter unitario debido al ritmo del parcelario y a la regularidad del damero, a cuya lectura contribuye el tratamiento edilicio de las esquinas. El decreto de altura obligatoria de la edificación apuntó a acentuar la lectura unitaria.»
Saliendo desde la Plaza Independencia por 'Dieciocho', como brevemente llaman los montevideanos a la Avda. 18 de Julio, ya desde las esquinas con la calle Andes, la primera que atraviesa la avenida, quien camina puede observar que efectivamente está recorriendo el lomo de la cuchilla, las últimas estribaciones de la Cuchilla Grande antes de que ésta se zambulla en el Río de la Plata, en la punta San José (al comienzo de la Escollera Sarandí; coordenadas:34°54′41″S 56°13′02″O / -34.911519, -56.217108).

#### Anécdotas
En las palabras de Aníbal Barrios Pintos:
Con excepción de los bañados de Carrasco y Melilla, toda el área de Montevideo tenía una fisonomía ondulada, común a la penillanura rioplatense.
«La Cuchilla Grande se prolonga desde el Brasil en nuestro territorio en dirección sur y oeste, desprendiendo un ramal que al penetrar en el actual departamento de Montevideo formaba las vertientes de los arroyos Las Piedras y Toledo. Allí se dividía en dos ramales principales.
Uno de ellos, la Cuchilla de Pereira,...
... El otro ramal, denominado Cuchilla Grande de Montevideo, seguía en su cumbre por la cuchilla del Cardal (hoy avenida 8 de Octubre), se prolongaba por la actual avenida 18 de Julio e iba a terminar en la Ciudad Vieja, en la punta San José.» (p. 2)

## Características

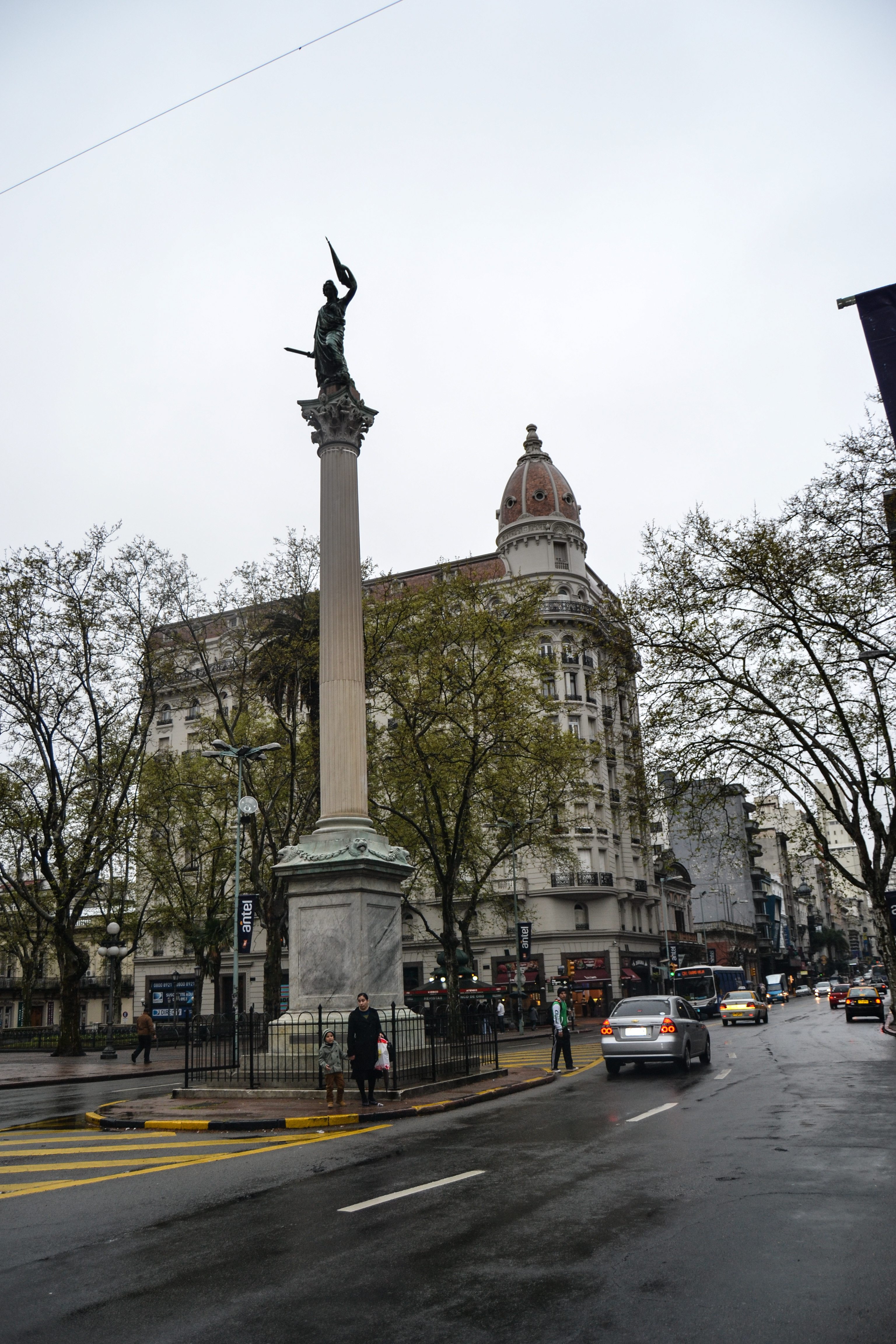
La avenida atraviesa por la mitad a la Plaza de Cagancha y en el centro, se encuentra la columna de la paz, también conocida como el kilómetro cero.

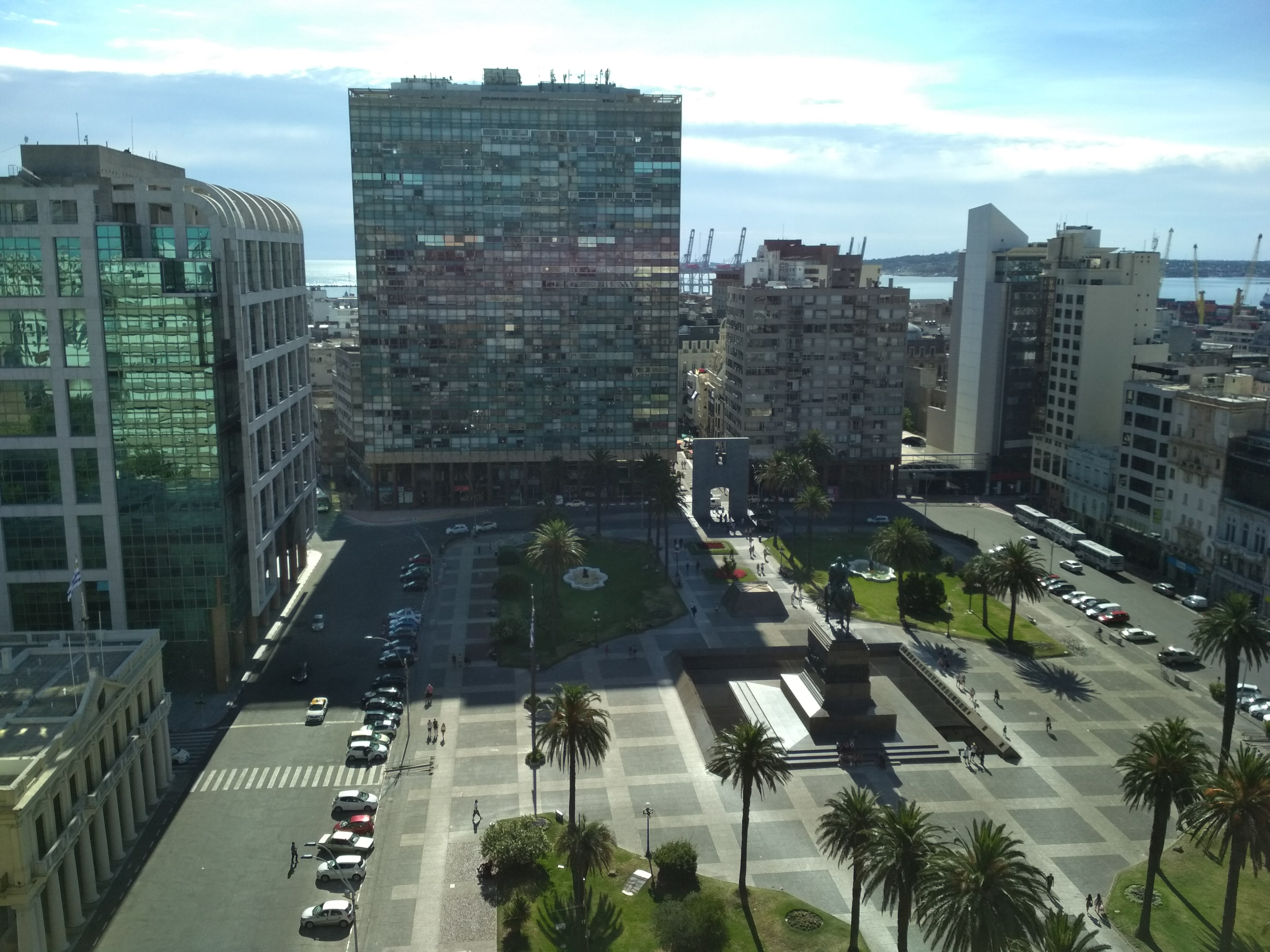
Plaza Independencia de Montevideo donde inicia la Avenida 18 de Julio

Dado que dicha elevación se ha mantenido hasta nuestros días, la retórica en pasado de la cita precedente es injustificada y no ha sido corregida con la intención de conservar la textualidad de la misma.
Hasta bien entrado el siglo XX, la avenida 18 de Julio fue el principal eje comercial y social de la ciudad, como lo atestiguan los numerosos edificios que la engalanan: Palacio Municipal, Torre del Gaucho, Palacio Díaz, Palacio Lapido, Palacio Salvo, Palacio Santos, Iglesia del Cordón, Edificio London París, etc. Varios cines abrían sus puertas a diario para recibir grandes cantidades de público. Elegantes tiendas por departamentos, como la tienda London Paris; y confiterías como La Giralda donde se estrenó La Cumparsita en 1917 o la Lion D´or, y posteriormente también galerías comerciales, completaban una interesante oferta comercial.
La construcción de grandes centros comerciales en barrios como Pocitos y Carrasco, sumado al hecho del gran crecimiento demográfico de los barrios costeros y al decrecimiento del Centro, hizo que rápidamente decayera su importancia en la vida comercial y social de los montevideanos. Actualmente, muchos locales en la avenida y sus alrededores se encuentran cerrados y otros han perdido drásticamente la afluencia de clientes, aunque la avenida 18 de Julio sigue siendo una arteria muy importante para la ciudad y el país.
Varias plazas se integran a esta arteria que en orden son: Plaza Independencia, Plaza Fabini (desde la misma se aprecia una hermosa perspectiva de la Avenida del Libertador y el Palacio Legislativo), Plaza de Cagancha (conocida popularmente como «Plaza Libertad»), Plazuela Lorenzo Justiniano Pérez, Plaza de los Treinta y Tres, Plaza Silvestre Blanco, Plaza General Manuel Oribe, culminando en el Obelisco a los Constituyentes de 1830.
En julio de 2015, comienzan las obras para la nueva iluminación pública de la avenida con grandes columnas de luces led.El 21 de diciembre de 2023 se inauguró una ciclovía situada en el carril central de la avenida.